# Wilhelm Stemmermann
Wilhelm Stemmermann (Rastatt, Alemania, 23 de octubre de 1888 - cerca de Cherkasy, Ucrania, 18 de febrero de 1944) fue un oficial militar alemán que ejerció el mando de tropas en la Wehrmacht durante la Segunda Guerra Mundial.
Ingresó en el Reichsheer del Imperio alemán en 1908 y combatió en la Primera Guerra Mundial, ganando en 1914 la condecoración de la Cruz de Hierro de primera y segunda clase. Tras la guerra siguió prestando servicio con el Reichswehr de la República de Weimar y al instaurarse en 1933 el nazismo prestó servicios en la Wehrmacht, dirigiendo fuerzas alemanas en la anexión de Austria y la ocupación de Checoslovaquia.
Como general de artillería participó en operaciones militares alemanas de la Segunda Guerra Mundial como la Batalla de Francia y la Operación Barbarroja, quedando desde 1941 combatiendo en el frente oriental. A inicios de 1944 fue designado jefe del XI Armeeekorps y dirigió la operación de salvamento y evacuación de las tropas alemanas contra un asedio soviético en el Cerco de Korsun-Cherkasy, muriendo allí en medio del combate mientras lideraba a sus tropas. 

## Bolsa de Korsun-Cherkasy
El 18 de enero de 1944, la retaguardia del Grupo de Ejércitos Sur es copada por las tropas rusas en las cercanías del río Dnieper, junto a Cherkasy-Korsun. Al frente de las seis divisiones alemanas cercadas se encontraba el general Wilhelm Stemmermann, otrora jefe del XI Cuerpo de Ejército, y ahora al frente del conglomerado denominado Gruppe Stemmermann. Mientras se preparaba la operación para liberar a las tropas del Kessel, Stemmerman dirigía a sus tropas en una feroz resistencia contra las tropas soviéticas, que se infiltraban una y otra vez en sus líneas. En una de sus numerosas visitas a los estados mayores de sus divisiones, se le pierde de vista. A pesar de los esfuerzos del coronel Gadke y de otros oficiales del estado mayor por localizarlo, el general Stemmermann seguía desaparecido. Con las primeras luces, Gadke notó que el fuego de la artillería soviética había arreciado en la zona donde debía haberse situado el estado mayor.
Gadke se apresuró para comprobar si el general se había adelantado a la zona de impactos o si por el contrario se pudiera hallar en ella. Mientras se las arreglaba para refugiarse en un pajar cercano y dar descanso a su caballo, se topó con un mensajero del estado mayor de la 72 División de Infantería, que le dijo que había visto a Stemmermann en su Kübelwagen dirigiéndose al puesto de mando de la división unos kilómetros hacia el oeste. Gadke agradeció la información y se puso de nuevo en marcha con la sensación de que daría con Stemmermann en cualquier momento. Sin embargo, nunca volvió a ver a su jefe. En la confusión descartó volver al puesto de mando del cuerpo de ejército, cruzó el Gniloy Tikich y se encontró con el general Lieb en el cuartel general de la 1 División Panzer.Lo que le había ocurrido en realidad al general Stemmermann es que nunca logró salir de la bolsa. Según testigos presenciales, Klenne, conductor del vehículo del general Siegfried Westphal, fue parado por Stemmermann en una balka (cuenca de un arroyo) al sureste de Petrovskoye, ordenándole que le llevara a él mismo y al mayor Dehne hacia el oeste. Los ocupantes previos del vehículo, Westphal y Schonfelder se habían quedado en lo alto de una de las cotas para observar como se desarrollaba la ruptura de la bolsa, quedando ajenos a lo que sucedía con el coche.

### Fallecimiento del General Stemmermann
Durante el trayecto, se pinchó una rueda del vehículo y Klenne hace el gesto de cambiarla. Sin embargo, Stemmermann le ordenó que siguiera camino. En una pendiente al sudoeste de Khilki el coche se quedó clavado, constituyendo inmediatamente un jugoso blanco para la artillería antitanque soviética. Un proyectil hizo saltar el coche por los aires. Klenne escapó con unas cuantas heridas superficiales y los tímpanos perforados. Dehne y Reichenberger se llevaron gran parte de la explosión. Cuando Klenne volvió al vehículo después de que cesara el fuego, notó que tenía restos humanos en su hombro derecho. Entonces se dio cuenta de que Stemmermann, que iba sentado a su lado, había sido alcanzado por la explosión. Un reconocimiento posterior mostró que el general tenía grandes heridas de metralla en la espalda y en la cabeza.
Westphal y Schonfelder corrieron rápidamente hacia el coche, pero no había nada que pudieran hacer salvo unirse a las tropas que abandonaban la bolsa hacia el sudoeste. La muerte de Stemmermann no fue comunicada hasta el día siguiente, cuando Westphal, Schonfelder y Klenne alcanzaron la zona de reunión de su división.Soldados alemanes, ya prisioneros, se apresuran a darle sepultura a su general con el consentimiento del mando soviético.
De una manera interesada, Moscú difundió en prensa el rumor de que el general Stemmermann había sido asesinado por las SS al tratar de rendirse (entre las tropas cercadas se hallaban la Wiking y la Wallonien), pero esta noticia fue rápidamente desmentida, al aparecer con posterioridad por numerosos testigos presenciales de la muerte del general.
El mismo día de su muerte le fue conferida la Cruz de Caballero y fue citado dos veces en el Wehrmachtbericht dos días después de su deceso, por "conducta heroica".

#### Perspectiva histórica
La ruptura de la bolsa de Korsun, fue probablemente el reto más difícil de la carrera militar del general Stemmermann, debido a la superioridad numérica de lo soviéticos (aproximadamente 240.000 hombres) que cercaban a 60.000 soldados de la Wehrmacht, y las dificultades del clima  (era invierno en Ucrania) que impidieron que un grupo de tanques panzer fuera en su rescate, ya que se atascaron en el cuarto día de camino, la carretera estaba lodosa.[cita requerida]
Otro factor que complicó la ruptura, fue la orden de Hitler que indicaba no abandonar la posición de Korsun, defender la posición hasta el último soldado; Von Manstein arriesgándose a ser considerado un insubordinado dio la orden de ruptura, "consigna: Libertad, hora de inicio 2300 horas", algunos historiadores señalan que esta decisión fue la que determinó su cese tan solo 3 meses después en abril de 1944.[cita requerida]
El general Stemmermann diseño el plan de escape, que tuvo como resultado que unos 40.000 hombres rompieran la bolsa y se unieran al grupo de ala sur de ejércitos, unos 20.000 soldados fallecieron en el intento, lo cual se considera un alto costo de vidas, sin embargo en el cerco de Stalingrado (que sucedió un año antes), de los aproximadamente 240.000 hombres del sexto ejército que fueron capturados por los rusos, solo unos 6.000 hombres regresaron con vida a Alemania años después de la guerra. esto indica que el 97%  de vidas se perdieron en Stalingrado. En comparación en Korsun apenas un 30% de vidas se perdieron, por lo tanto fue una acertada maniobra.[cita requerida]
Entre los fallecidos se identificó al General Stemmermann.